# ナックル星人
ナックル星人（ナックルせいじん）は、特撮テレビドラマ『帰ってきたウルトラマン』をはじめとするウルトラシリーズに登場する架空の宇宙人。別名は暗殺宇宙人または暗殺宇宙星人。

## 『帰ってきたウルトラマン』に登場するナックル星人
『帰ってきたウルトラマン』第37話「ウルトラマン夕陽に死す」、第38話「ウルトラの星光る時」に登場。
地球侵略や、その障害となるウルトラマンジャックの抹殺とMATチームの壊滅を狙う宇宙人。目から光線（破壊光線）を発射できるほか、優れた体術を持つ。人間への変身能力も持っており、リーダー格は宇宙電波研究所の所長に、配下たちは電波研究所の所員にそれぞれ擬態した。研究所内には、侵入者を捕らえるための冷凍ガスや静止光線も備わっている。
シーゴラスやベムスターなど、自分たち以前に出現した怪獣たちを再生してジャックの戦力・能力を分析し、そのデータを元にブラックキングを鍛えあげる。MATが開発した液化火薬サターンZを強奪したうえ、ジャック=郷秀樹の心の拠り所になっている坂田アキを狙い、彼の心の動揺を図る。車でアキを拉致しようとして結果的に彼女とその兄・坂田健を殺害し、それによって冷静さを欠いたジャックをブラックキングが圧倒する中、リーダー格が巨大化してブラックキングを援護したうえ、ジャックが太陽エネルギーをあまり補給できない日没前だったことも重なり、ジャックに勝利して仮死状態に追い込んだ。
ジャックを捕獲してスペースジャイロでナックル星に曳航した後、電波研究所からの妨害電波でMAT基地の機能を麻痺させ、MATに12時間以内の全面降伏を要求してMATの宇宙ステーションV1を宇宙船団で破壊する。研究所に向かったMAT隊員のうち南と上野を冷凍ガスで、伊吹と岸田を静止光線でそれぞれ捕らえ、耳の後ろに小型アンテナを刺し、洗脳することに成功する。
ジャックを処刑しようとしたとき、初代ウルトラマンとウルトラセブンの「ウルトラの星作戦」によってジャックを蘇生させられ、処刑用宇宙船も初代マンのスペシウム光線とセブンのエメリウム光線で破壊されたうえ、ナックル星から地球へ向かっていた宇宙船団もジャックのスペシウム光線で全滅させられる。MAT隊員を遠隔操作し、丘や地球へ帰還した郷を銃殺しようと目論むが、これも丘と郷の反撃で失敗する。リーダー格がブラックキングとのタッグでジャックとの再戦に臨み、電波研究所のアンテナをジャックに破壊されてMAT基地の機能が回復した結果、MATに参戦されて形勢は逆転する。ブラックキングを倒されたリーダー格はジャックのウルトラ投げで頭から地面に激突させられ、サターンZによる東京爆破を言い残して消滅するが、それも郷によって阻止された。
- スーツアクター：遠矢孝信（ノンクレジット）[9][6]
- 演（人間態）：成瀬昌彦（宇宙電波研究所所長）、速水鴻（配下）、沢美鶴（配下）
- 声：沢りつお（ノンクレジット）[9][注釈 1]
- デザインは高橋昭彦が担当した[6][10]。デザイン画はモノクロのみ発見されている[10]。毛を両手両足首に配する手法は、ケンタウルス星人やミステラー星人でも用いられている[10]。
- 第38話では「暗殺宇宙星人ナックル」[注釈 2]、劇中では「ナックル星人」と自称している[4]。初期脚本の段階では名前が「マルチ星人」「ナック星人」などとされている[6]。『ウルトラマンタロウ』第40話では、「戦略宇宙人ナックル」とテロップされている。
- 脚本段階では、グドンもスピンキックの能力分析用に再生させる予定であった[11]。
- 内山まもるの漫画版『帰ってきたウルトラマン』ではデザインがテレビ版と若干異なり、シーゴラスに加えてキングマイマイも再生させる。ケーキとすり替えた爆弾で郷の殺害を目論み、その巻き添えで健とアキが死亡して次郎が負傷する。実戦ではジャックを羽交い絞めにしてブラックキングの角攻撃で倒そうとするが、それをジャックが避けたため、ブラックキングの角が突き刺さって絶命した。
- 『大怪獣バトル ULTRA MONSTERS』では、破壊光線は「ナックルアイビーム」と表記されている。

## 『ウルトラマンメビウス&ウルトラ兄弟』に登場するナックル星人
映画『ウルトラマンメビウス&ウルトラ兄弟』に登場。
かつてブラックキングと共にウルトラマンジャックに倒されたナックル星人の同族。GUYSのドキュメントMATにデータが記録されている。宇宙人連合のリーダー的存在であり、地球侵略とUキラーザウルス復活作戦の指揮を執る。
初代に比べると目が小さくなって凶悪な顔つきとなり、黒い網目模様の付いた体表は瘤状に隆起している。
素早い動きを生かした格闘や掌から発射するエネルギー光弾（破壊光弾）や、ガッツ星人と共に放つ合体光線を武器とする。ウルトラ4兄弟との戦いではジャックやエースと互角以上に渡り合い、ジャックのスペシウム光線とエースのメタリウム光線、メビウスのメビウスパンチを受けても立ち上がるほどの実力を見せる。
連合内で最後まで生き残り、巧みな作戦でメビウスやウルトラ4兄弟を苦しめた末にUキラーザウルスの復活にも成功する。地球はおろか銀河連邦の支配も企むが、すべてはヤプールが仕組んだ策略であり、それに利用されていたことには気付いておらず、最後は用済みとしてUキラーザウルス・ネオが触手から放った電撃ビームによって爆殺され、連合の乗っていた透明円盤もUキラーザウルス・ネオによって破壊された。
- 声：中尾隆聖
- スーツアクター：中村博亮
- デザインは酉澤安施が担当[16][17]。酉澤は体表の模様から軟体動物と解釈してデザインしている[17]。また、逆三角形の体型とすることも意識している[17]。造型では頭部の皺に手間がかかった[16]。
- 本作品での登場場面は、後に映画『大決戦!超ウルトラ8兄弟』でダイゴが迷い込む世界として流用されている。

## 『ウルトラギャラクシー大怪獣バトル NEVER ENDING ODYSSEY』に登場するナックル星人（RB）
『ウルトラギャラクシー大怪獣バトル NEVER ENDING ODYSSEY』第3話「大暴走！レイオニックバースト」に登場。「RB」は「レイオニクス・バトラー」を意味する。
ナックル星のレイオニクスバトラー。ガルベロスを操る。ガルベロスの幻影で相手の体力を消耗させ、止めを刺させる戦術を得意とする。
得意の戦術でレイのゴモラもあと一歩のところまで追い詰めるが、怒りによってレイオニックバーストになったゴモラに一撃でガルベロスを倒され、直後に自身も超振動波に巻き込まれて消滅した。
- 声：中尾みち雄
- スーツアクター：丸山貢治
- 着ぐるみは『メビウス&ウルトラ兄弟』のものの流用[8]。

## 『大怪獣バトル ウルトラ銀河伝説 THE MOVIE』に登場するナックル星人
映画『大怪獣バトル ウルトラ銀河伝説 THE MOVIE』に登場。
ウルトラマンベリアルのギガバトルナイザーの力で蘇り、怪獣墓場でダダ、マグマ星人、ババルウ星人と共にレイモンを襲うが、ババルウ星人とマグマ星人が倒された後、レイモンのキックで倒された。
また、百体怪獣ベリュドラの左角を構成する怪獣の1体となっている。
- 当初、ブラックキングを操るレイオニクスとして登場する予定だったが、この役割はシャプレー星人に変更された[24]。
- 『週刊 ウルトラマンオフィシャルデータファイル』では、ブラックキングはナックル星で大量に飼育されており、今回の個体はナックル星人がシャプレー星人に貸し与えた、もしくはシャプレー星人がナックル星人から強奪したものと推測している[要ページ番号]。

## ナックル星人グレイ（SD）
『ウルトラマンギンガ』第7話「閉ざされた世界」から第10話「闇と光」、番外編「残された仲間」および『ウルトラマンギンガS』最終話「明日を懸けた戦い」に登場。
異形の手のモノの3代目エージェントとしてライブされた個体。一人称は「私」。顔つきはいくらか初代に近くなっているが、常に派手な扇子を持ち、おネエ言葉で喋る。第10話では、ギンガを「銀ピカ仮面」、ジャンナインを「ガラクタロボット」と揶揄していた。また、これまでの個体のような格闘戦は行わず、光の鞭や瞬間移動を駆使する。
第7話では、時空の歪みによって降星小学校に閉じ込められた白井杏子の前に姿を現し、闇の支配者=異形の手のモノが校内にいることを告げる。
第8話では、桑原伸吾に敷地から出す条件としてギンガスパークを盗むように命じるが、盗んできたギンガスパークに触れず落とした憂さ晴らしに、彼をザラガス（SD）にダークライブさせる。その後も扇子でギンガスパークを拾おうとするものの、友也たちが取り返しに現れたために彼らを光の鞭で攻撃するが、元プロボクサーの大里剛に殴り倒され、撤退する。
第9話で黒木知美をアントラー（SD）にダークライブさせた後、心の隙を突く形で美鈴を闇に魅入らせ、続く第10話で自らと共にスーパーグランドキング（SD）にダークライブする。美鈴を人質に取る姿勢を見せてギンガたちへの優位に立つが、最終的に美鈴を奪還したギンガのギンガサンシャインによってスーパーグランドキング（SD）諸共倒され、描写は無いもののスパークドールズに戻った。
番外編ではマグマ星人（SD）の回想シーンに登場。お洒落にはうるさいタイプであるらしく、新しい扇子を買ってきてもらうよう頼んでいた。
『ギンガS』ではバルキー星人（SD）、イカルス星人（SD）、ゼットン星人ベルメ（SD）と共に無数のチブロイドを率いて「ダークルギエル特戦隊」を名乗り、ヒカルたちの邪魔をするが、UPGやビクトリアンの面々に阻止され、キサラ女王の念動力でチブロイド共々一蹴される（描写はないが、後述通りSDに戻った）。
- 声：平野勲人
- スーツアクター：新井宏幸[28]
- 着ぐるみは『ウルトラマンメビウス&ウルトラ兄弟』以降のものの改造。経年劣化で傷んできていた顔（マスク）の部分が新造されている[出典 7]。造形は開米プロによる[32]。
- 劇中では「グレイ」と呼称されず、タロウから単に「ナックル星人」と呼ばれただけであり、オープニングでも単に「ナックル星人」とクレジットされている。『新ウルトラマン列伝』第26話での解説で、初めて「グレイ」の呼称が使われた。
- 本作品のDVD&Blu-ray（第3巻・第4巻）のCMでは、ナレーションを担当し、DVD&Blu-ray第3巻のインタビューでは、初代ナックル星人の息子であることを明かしている。
- 『新ウルトラマン列伝』では、本編終了後の行動が明らかになっている[33]。
  - 第38話ではエージェント仲間のバルキー星人（SD）と共に宇宙を彷徨っていた際、突如現れたワームホール（SD）に吸い込まれ、『大怪獣ラッシュ』の世界へ転移する。先にこの世界へ来ていたイカルス星人（SD）からその世界観を聞いて自分もハンターになりたいと思ったもののSD状態のままで動けないため、ギンガに助けを求めていた。なお、バルキー星人（SD）と比べると怪獣の知識に詳しく、自分たちの世界における怪獣たちの解説を基本的に担当していた。また、ラッシュハンターズ3人に惚れている様子を見せており、バレルのことは「バレル様」、ガルムのことは「ガルムさん」、マグナのことは「マグナちゃん」と呼んでいる。自身のハンター化した姿のイメージとして、同作に登場する「ナックル星人ジェイラ」（この時点ではゲーム未登場）を挙げている。
  - 第53話ではプラズマギャラクシーを脱出した後に再びイカルス星人（SD）とはぐれてしまい、バルキー星人（SD）と途方に暮れていた際に再びワームホール（SD）に吸い込まれ、イカルス星人（SD）が作った四次元空間へ転移したことにより、一時的に元の姿に戻る。そこでイカルス星人（SD）から地球の情勢変化（防衛組織UPGの設立やチブル星人エクセラーなど新勢力の台頭）を聞かされて驚いた後、ヒカルたちへの報復のために四次元空間を抜け、バルキー星人（SD）やイカルス星人（SD）とともに地球へ向かった。なお、地球では2年が経過しており、成長したヒカルを見た際は素直に「逞しくなった」と評価したうえ、ウルトラマンビクトリーに変身するショウを「素敵」と評したほか、自身の固有名「グレイ」を知らなかったバルキー星人（SD）に「どんだけ〜!?」と驚くなど、イカルス星人（SD）からも「グレーの部分」が出たと言われている。
  - 第90話ではさらなる後日譚に当たる『ギンガS』終了後の行動が明らかとなっており、ルギエルが倒されたことでSD化から解放されたが、UPGに捕まってトイレ掃除などの雑用としてこき使われていた。その後はイカルス星人（SD）からギンガの新たな敵を知り、今度はエンペラ星人に惚れ込んだ様子を見せていたが、掃除をさぼっていたことがゴウキに露呈し、追いかけ回される。第100話におけるゴウキとアリサの『UPG怪獣極秘ファイル』（ミニコーナー）では、『新列伝』100回目の放送を祝していたが、ゴウキに後片付けを押し付けられる。

## 『ウルトラマンX』に登場するナックル星人

### ナックル星人バンデロ
『ウルトラマンX』第5話「イージス 光る時」に登場。
ウルトラマンゼロに追われている死の商人。銀河中で戦争を起こしては怪獣兵器を売りつけている。初代同様の優れた体術を武器とし、岩を投げつけるなどのラフプレイも辞さない乱暴さも特徴。等身大時はポンチョを着ており、腰から提げたホルスターに闇ルートで手に入れた専用銃を所持しているが、これは空間に穴を空けて並行宇宙の移動に使うこともできる。
Xioが輸送中のスパークドールズを狙ってブラックキングを差し向け、Xioの気を逸らした隙にスパークドールズを積むジオアラミスへ迫り、格闘術でワタルを退ける。その後、自身も巨大化してブラックキングと共にウルトラマンエックスを追い詰めるが、ゼロが乱入してきたためにジオアラミスごとスパークドールズを持ち去り、惑星ギレルモへ撤退する。
スパークドールズを生物兵器として顧客に逆さ磔台のオプション付きで売ろうと目論むが、ジオアラミスに取り残されていたルイにジオアラミスとスパークドールズを奪還されてしまったため、憤慨して巨大化する。そこへ飛来したゼロをブラックキング ドリルカスタムと共に迎え撃ったところ、エックスが合流してきたことで2対2のタッグマッチとなる。ゼロと激しい銃撃戦を展開した末、ミラクルゼロスラッガーで全身を貫かれ、最後はゼロツインシュートで爆死した。
- 声：岸哲生
- スーツアクター：力丸佳大
- 声を担当した岸はウルトラシリーズのファンであり、アドリブで『帰ってきたウルトラマン』を意識した台詞を入れている[38]。
- 頭部は新規に造形された[38][8]。第5話の監督を担当した坂本浩一のこだわりにより、顔は初代のデザインに戻されている[39][8]。
- 第5話の脚本を担当した中野貴雄は、名前の由来を「悪そうな音の響き」と述べており、他の例として映画『犯罪王リコ』の主人公名を挙げている[40]。
- 坂本は、『ギンガ』でのオカマのイメージを払拭するために初代に近づけたと述べている[40]。ルイが乗るジオアラミスに轢かれるという展開は、初代が坂田アキを車で撥ねるという展開の逆を意識したもので、坂本は「ヒロイン側からのリベンジ」と称している[40]。ウエスタン調のキャラクターは、夕陽の決闘からの逆算である[39]。ゼロスラッガーで斬られた際のシルエットは映画『クイック&デッド』で撃たれたジーン・ハックマンの穴が開いた影のオマージュとなっている[39]。
- 映像作品におけるブラックキングとの共演は初代以来となる[41][38]。
- 劇中や公式サイトではバンデロのスパークドールズは紹介されておらず、ソフビ『ウルトラ怪獣500』シリーズでも発売されていない。
- 『ウルトラマンオーブ 直前スペシャル』では、主人公のクレナイ ガイがウルトラマンオーブのタイプチェンジについて紹介している際、ジャックと戦う描写がある（新規映像）。

### ナックル星人ナクリ
『ウルトラマンX』第9話「われら星雲！」に登場。
おネエ言葉で喋る「名栗」という人間に化け、バルキー星人ハルキやイカルス星人イカリと共に、シェアハウス「星雲荘」に居住していた。情に厚く面倒見が良く、道に落ちていた10万円入りの財布を警察官に届けるなど、善良な性格をしている。
星雲荘に転がり込んで来た風間イサムには宇宙人であることを受け入れてもらえるが、Xioには侵略者と見なされてしまう。イサムの説得のおかげで善良な存在と認めてもらえたところに、ババルウ星人率いる犯罪ネットワーク集団「暗黒星団」が出現したため、イサムやハルキやイカリと共に「チーム星雲」を結成し、ラグビー勝負に挑む。前半戦では51対0の大差に追い込まれるが、後半戦では怒りに燃えるイサムの活躍で大逆転を果たし、52対51で勝利する。巨大化した暗黒星団がウルトラマンエックスに撃退され、イサムがラグビーに復帰すると、自分はハルキやイカリと共にどこかへ去って行った。
- 人間態（名栗）・声[8]：平野勲人
- スーツアクター：新井宏幸
- オープニングクレジットではナックル星人 名栗と記述されていた。
- 着ぐるみは『ギンガ』シリーズのグレイの流用[8]。
- 第9話の前提供画面でのテロップ「あの『元』エージェント3人組が登場！」や前述の口調から、グレイと同様のキャラクター付けがなされている。Blu-ray BOXの解説では「平行世界の同一人物的存在」とする見解を示している[42]。

## ナックル星人ナグス
『ウルトラマンオーブ』第6話「入らずの森」、第9話「ニセモノのブルース」、第10話「ジャグラー死す！」に登場。
惑星侵略連合の一員。好戦的な荒っぽい性格で、宇宙最強を自称する。体術のほか、光線銃も武器としている。ジャグラスジャグラーには怪獣カードを使ったゲームを挑む、カード占いを依頼するなど何かと突っかかるが、体よくあしらわれている。
第6話では自分たちの円盤を隠していた「入らずの森」を調査していたSSPをガイの仲間だと知ると、空間幻惑装置で空間を歪めて森に閉じ込めたうえ、部下の黒衣の男2人と共に始末しようとするが、森に眠るタマユラ姫の霊の助けで脱出されたうえ、救援に現れたガイと対決するも圧倒され、撤退する。
第10話ではメフィラス星人ノストラの命令で、ウルトラマンオーブとの対決に出たジャグラーを暗殺して魔王獣のカードを奪うことに成功し、意気揚々とノストラに地球への総攻撃を進言していたところを、ベムスターのカードの効果で生き延びていたジャグラーに背後から斬殺される。それに先んじ、ジャグラーにはカード占いでエンマーゴのカードを介して「突然の死」を示され、「占いなんて俺は信じない」と啖呵を切っていたが、皮肉にも占いの結果どおりの末路をたどることとなった。
- 声：岸哲生
- スーツアクター：力丸佳大[45]
- 着ぐるみは『X』のバンデロの流用[8]。

## 『ウルトラマンジード』に登場するナックル星人
『劇場版 ウルトラマンジード つなぐぜ! 願い!!』に登場。
沖縄の第9地区（宇宙人街）に等身大サイズで滞在している宇宙人の1人であり、首から下には地球人と同様の洋服を着用している。ガイたちとの乱闘に加わっている。

## 『ウルトラマンR/B』に登場するナックル星人
『ウルトラマンR/B』第18話「明日なき世界」に登場。
メフィラス星人がディレクターを務める番組「突撃！隣の銀河系」のインタビューを受ける一般市民の宇宙人として登場。劇場版『ジード』の登場個体と同じく、地球人と同様の洋服で登場する。なお、インタビューには地球が爆発する前に家族を連れて地球観光を行いたいと答えている。
- 声：岸哲生

## ナックル星人オデッサ
『ウルトラマンタイガ』第10話「夕映えの戦士」に登場。
かつてはブラックキングを「相棒」として戦いに明け暮れていた「夕映えの戦士」という異名を持つナックル星の戦士だった。しかし、作中世界の50年前にとある惑星にてウルトラ戦士の1人にブラックキングとともに敗北したことから戦士としての誇りを失い、地球の日本にて小田（）と名乗って地球人の男性の姿で社会に紛れ込むと、公園から見える夕陽の風景をパステル画に描きながら隠遁生活を送っていたが、なかなか絵は完成せずにいた。
工藤ヒロユキとも、オヤジギャグを交えた含蓄のある言葉で慰めるなど親しくしていたが、かつての経験から夕陽の絵にこだわるだけでなく、昔の自分やブラックキング、自分を倒したウルトラ戦士の絵も描いていたことからウルトラマントレギア（=霧崎）に着目され、接触してきた彼の甘言にそれまで抑え続けていた闘争心を掻き立てられる。
トレギアに立ち向かうヒロユキとタイガの姿を目の当たりにし、ブラックキングが倒された後にはヒロユキの制止を振り切ったことからタイガに正体を悟られて立ち去ると、後日にヒロユキ宛に今までのことを詫びる手紙を送り、戦士としての誇りを取り戻そうと夕暮れの町にて巨大化した後、両目から放つ破壊光線などで町を破壊しながらタイガと交戦する。闘争心に従う一方、ヒロユキには心の中で詫び続けており、最後はフォトンアースに強化変身したタイガとの光線の撃ち合いに押され、オーラムストリウムで胸を撃ち抜かれて倒される。
- 演（小田）・声：石橋保
- スーツアクター：石川真之介[50]
- スーツは新規造形で、初代に準拠した形状となっている[出典 10]。夕日をバックにした描写なども『帰ってきたウルトラマン』をオマージュしている[55]。
- 当初はアンティークショップを経営している年老いたピット星人とエレキングを登場させる予定だったが、他の回でピット星人が登場する予定だったことと、女性ゲストが続いていたため、ナックル星人とブラックキングが登場することとなった[55][56]。
- 脚本を担当した中野貴雄は、映画『グラン・トリノ』をイメージしてクリント・イーストウッドのような老人と想定していた[57][55]。石橋をキャスティングしたのは監督の武居正能の意向によるものであったが、石橋は『ウルトラマンネクサス』で隊長（和倉英輔）役を演じていたため、武居も宇宙人役に起用することを躊躇して他の俳優をあたっていたが決まらず、ダメ元で石橋に依頼したところ快諾されたという[56]。石橋の提案で、和倉から離すために帽子を被ることとなった[56]。また、髪型もウィッグで変えている[55]。小田の足を引きずる歩き方は、古傷のためと想定している[55]。
- 油絵では乾燥させる時間が必要であることから撮影日数的に難しく、水彩画では塗り直しが効かないため、何度でも塗り直せることが可能なパステル画となった[56]。絵を破り捨てるシーンは撮影当日に決まったもので、ダミーの絵を使用している[56]。

## 『ウルトラギャラクシーファイト 大いなる陰謀』に登場するナックル星人
YouTubeオリジナル配信作品『ウルトラギャラクシーファイト 大いなる陰謀』に登場。
ウルトラ大戦争の時代、エンペラ星人の配下としてゴドラ星人やババルウ星人と共に光の国への襲撃に加担するが、上空の小惑星上にて交戦したウルトラマンケンに圧倒されてババルウ星人と共に降参し、自分たちは手先に過ぎない旨を述べて命乞いする。しかし、それを聞き入れなかったウルトラマンベリアルにデスシウム光線を撃たれ、2人とも爆散する。
- 声：岸哲生[58]

## 『大怪獣ラッシュ ウルトラフロンティア』に登場するナックル星人
データカードダスおよびそれを元にしたCGショートムービー『大怪獣ラッシュ ウルトラフロンティア』に登場。なお、通常のナックル星人もショートムービー版にてハンターステーションにいる宇宙人として姿が確認できる。
ナックル星人ラボラ
第4弾から登場。「クールラボラトリー」の異名を持つ。外見は初代に近い。ハンターにして冷静沈着な冒険家でもあり、独自に開発した「ラボラコンピューティングシステム」という調査端末を使用し、何度もの危機をクールに乗り越えてきた。
ナックル星人ジェイラ
第5弾から登場。「傍若無人の懲役5万年」の異名を持つ、脱獄ハンターズの技師。頭と腹がかなり細い体型をしている。卑劣な攻撃を得意としているうえ、周りのことは顧みないハンティングが身上だが、それが仇になることがある。
テレビ版では2ndシーズンの「SUPER-EARTHGOMORA Hunting」第3話に登場し、ラッシュハンターズが獲得したプラズマソウルをひそかにかすめ取っていたが、他のメンバー共々メフィラス星人シックルに捕らえられ、カードに変えられてしまった。声は多田野曜平。
ナックル星人ブランケ
ウルティメイトフォースゼロ編から登場。伝説の七星剣の1人で、妖刀ハリサシの使い手。

## ゲーム作品に登場するナックル星人

### 『ウルトラマン Fighting Evolution0』
PSPゲーム『ウルトラマン Fighting Evolution 0』に登場。
使用できるキャラクターではなく、ブラックキングのLv3の必殺技に現れる援護キャラクター的な存在として登場。後に怪獣軍団を率いて光の国を攻撃したものの、ジャックに阻止されたことが語られる。

### 大怪獣バトル ULTRA MONSTERS
『大怪獣バトル ULTRA MONSTERS』第8話「暗殺宇宙人ナックル星人」に登場。
バトルナイザーを狙う宇宙人。本作品ではペダン星人と敵対関係にあるという設定で、主人公とピグモンを連行していたペダン星人の円盤を襲撃する。その後、キングジョーを破壊した主人公たちと遭遇し、バトルナイザーを奪おうとブラックキングを召喚するが、倒される。
ステータスはスピードが高く、ディフェンスとパワーが低い。必殺技は連続キック攻撃の「キックラッシュ」、連続パンチ攻撃の「アサシンパンチ」、目からの光線「ナックルアイビーム」がある。NEO第3弾以降ではブラックキングと組むことで、「マッドネスコンビネーション」というタッグ必殺技が、NEO第7弾以降ではガッツ星人と組むことで、『メビウス』の劇場版で披露した合体光線「ユニオンフラッシャー」というタッグ必殺技が、それぞれ発動可能になっている。
- 声：中尾隆聖
- ポリゴンは『ウルトラマン Fighting Evolution 0』の流用で、本作品では必殺技に登場する援護キャラクターではなく、操作可能なキャラクターとして登場する。

## その他の作品に登場するナックル星人
- 『めちゃ×2イケてるッ!』では、『大怪獣バトル ウルトラ銀河伝説 THE MOVIE』の出演オーディションに参加した。
- 『ウルトラライブステージ2002』では、サンドロスの力を借りてジャックへの復讐を企む。
- 『ウルトラマンオーブ』のメイン監督を務めた田口清隆とメインライターを務めた中野貴雄による私案「エピソード10構想」では、第2章（エピソード2-4）にナックル星人ラモン兄弟が登場[59]。銀河ハイウェイの建設予定地となっている風の惑星ギレルモの地権を狙う宇宙資本家のザルタナ星人の計画に加担し、野良宇宙人集団を率いる盗賊として開拓民集落を襲っていた[59]。

### 映像作品
- 映画作品
  - 『ウルトラマンZOFFY ウルトラの戦士VS大怪獣軍団』では、ジャックに倒された後に「東京で超獣バラバが暴れている」と言い残し、消滅する。映像は『帰ってきたウルトラマン』第38話の流用。
  - 『大決戦!超ウルトラ8兄弟』では、マドカ･ダイゴの夢の中に登場。映像は『ウルトラマンメビウス&ウルトラ兄弟』のものの流用。
- テレビ番組
  - 『ウルトラマン列伝』第21話では、ウルトラマンゼロが解説する、エンペラ星人が光の国を襲撃したウルトラ大戦争時に引き連れていた怪獣軍団の中に新たに姿が追加されている。
  - 『ウルトラゾーン』第11話のミニコーナー「怪獣漫才」では、ガラモンと「牙羅奈」というコンビを組んで漫才をした[60]。また、第10話のアイキャッチにブラックキングと共に登場する[61]。

### 漫画作品
- 内山まもる作品
  - 『かがやけ ウルトラの星』[注釈 4]では、怪獣軍団の一員として登場。東京侵略隊長として怪獣たちを暴れさせた後、他の怪獣と合流してウルトラ兄弟と戦うが、ウルトラセブンのアイスラッガーを受けて倒された。
  - 『ウルトラマンレオ』の漫画版（「小学三年生」掲載分）では、最終回の前後編に登場。ジャックに倒されたナックル星人が全身をサイボーグ化して蘇ったもので、「シャドウマン」の名でウルトラ兄弟を次々と襲った。
  - 『ウルトラ戦士 銀河大戦争』[注釈 5]では、ジュダ配下のナックル大帝が登場。月に地球攻撃の前線基地を建造し、基地に侵入したウルトラ兄弟に巨大なキングジョーを差し向けるが、それを倒された後にはジュダに用済みとして踏み潰された。
- その他の作品
  - 『ウルトラマンSTORY 0』では、星関連合の幹部として登場。
  - 『ウルトラマン超闘士激伝』では、強豪宇宙人の1人であり、ブラックキングと共に銀河最強武闘会を観戦して感動する一面も見せた。

### 雑誌連載
- てれびくんのグラビアと居村眞二の漫画で展開された『ウルトラ超伝説』では、グア軍団の一員として登場。
  - グラビア版では、てれびくん1981年12月号[63]、1982年1月号[64]、2月号[65]で登場。1回目は改造ブラックキングを引き連れ、メロスやウルフと戦うが、ブラックキングを倒されて敗走する。2回目は身体の一部に改造キングジョーの操縦装置を装着して登場し、改造キングジョーと共にレーダー基地の破壊を狙うが、メロスとウルフのビームハリケーンで2体まとめて倒される。3回目は他の改造怪獣たちと共に復活し、全員でメロスとウルフを取り囲んで高速旋回しながら炎の渦を発生させる火炎車戦法を仕掛けるが、破られて2人のアンドロビームで倒される。
  - 漫画版では、1号と2号の2人が登場し、1号はブラックキングを連れて地球を、2号はキングジョーを連れてSP5星雲の宇宙基地を襲撃する。1号はエースを退け、駆けつけたメロスを苦しめるが、ブラックキングを倒され、メロスと交代で参戦した80のサクシウム光線で倒される。2号はウルフを苦しめるが、メロスが地球から駆けつけたことによって形勢を逆転され、2人のビームハリケーンでキングジョー共々倒される。
- テレビマガジン版『ウルトラマンメビウス外伝 超銀河大戦』では、『メビウス』劇場版の時と同様にザラブ星人、ガッツ星人、テンペラー星人と宇宙人連合を結成しており、アークボガールを探して銀河系の果てに到着したウルトラ兄弟を他の3人や復活したUキラーザウルス・ネオと共に攻撃するが、ウルトラマンのスペシウム光線でテンペラー星人と共に倒される。